# Lecteur de disque optique
Ne doit pas être confondu avec Lecteur optique.

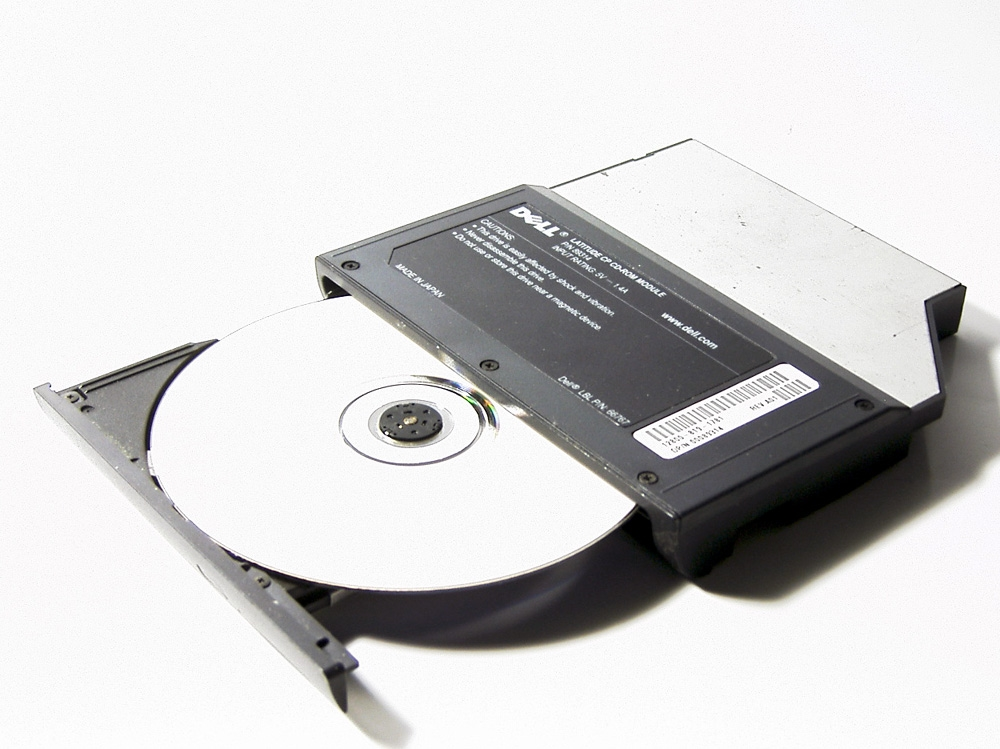
Lecteur de CD-ROM.

Un lecteur de disque optique est un appareil électronique permettant de lire des disques optiques comme les disques compacts (ou CD) et DVD. Ces disques sont lus par une diode laser, sans qu'il n'y ait de contact avec le lecteur.

## En informatique
Il s'agit soit d'un périphérique interne se trouvant dans l'unité centrale comme matériel informatique, soit d'un périphérique externe sur port USB ou FireWire. 

## Audio et vidéo
Le lecteur de disque optique peut être intégré à une chaîne hi-fi, à un autoradio pour automobile, dans une platine CD et un lecteur de DVD de salon audiovisuel, ou encore dans un appareil portable de type Discman ou MiniDisc.